# Мітковіцер Петро Веніамінович
Петро Веніамінович Міткові́цер (стравжні ім'я та по батькові — Пейсах Беніамінович; нар. 15 травня 1888, Бахмут — пом. 1942, Москва) — український скульптор і педагог; член Товариства художників імені Киріака Костанді у 1923—1926 роках.

## Біографія
Народився 15 травня 1888 року в місті Бахмуті (нині Донецька область, Україна). 1909 року закінчив Одеське художнє училище, де навчався, зокрема, у Луїджі Іоріні.
Після здобуття фахової освіти перебував у Парижі, де до 1911 року працював у майстерні скульптора Огюста Родена. 1912 року повернувся до Одеси. Викладав в Одеському художньому інституті: у 1920—1933 роках очолював майстерню станкової скульптури, професор. Серед учнів: Баранов Микола Андріанович, Божко Антон Калістратович, Круглякова-Невель Ніна Іллівна, Малкова Ганна Іванівна, Стась-Склярова Тетяна Миколаївна, Фрідман Еліус Мойсейович.
З 1933 року в Москві, де у 1933—1934 роках взяв участь у скульптурному оздобленні Будинку Рад. Наприкінці 1930-х років очолював групу московських скульпторів, які працювали над скульптурно-декоративним оздобленням архітектурних ансамблів Магнітогорська. Загинув у 1942 році під час оборони Москви.

## Творчість
Працював у галузі станкової скульптури. Серед робіт:
- «Мати» (1912);
- «Автопортрет» (1914);
- «Газетяр» (1914);
- «Професор Серапін» (1914);
- «Дружина» (1915);
- «Голова негра» (1927, гіпс тонований);
- «Чоловік у капелюсі» (1931);
- «Дискобол» (середина 1930-х);
- серія барельєфів для станції московського метрополітену «Сокольників» (середина 1930-х).

Брав участь у виставках Товариства південноросійських художників  у 1912, 1915–1916 роках.

## Вшанування
У Києві, у вестибюлі Будинку художника, ім'я скульптора серед інших викарбуване на пам'ятній дошці, присвяченій художникам, які загинули в боях проти німецько-фашистських загарбників у німецько-радянській війні.